# Salas de los Infantes
Salas de los Infantes ist eine Kleinstadt und eine zur bevölkerungsarmen Region der Serranía Celtibérica gehörende Gemeinde (municipio) mit 1.984 Einwohnern (Stand: 2024) in der nordspanischen Provinz Burgos in der Autonomen Gemeinschaft Kastilien-León.

## Lage und Klima
Die Kleinstadt Salas de los Infantes liegt im Tal des Río Arlanza am Südrand der Sierra de la Demanda in einer Höhe von etwa 980 m. Die Provinzhauptstadt Burgos liegt in etwa 58 km nordwestlicher Entfernung. Das Klima ist gemäßigt bis warm; Regen (ca. 655 mm/Jahr) fällt hauptsächlich im Winterhalbjahr.

## Bevölkerungsentwicklung
| Jahr      | 1857 | 1900  | 1950  | 2000  | 2018  |
| Einwohner | 984  | 1.383 | 1.769 | 2.030 | 1.955 |

Wegen der anhaltenden Zuwanderung aus den – teilweise gänzlich aufgegebenen – Dörfern der Bergregion der Sierra de la Demanda ist seit dem 19. Jahrhundert ein stetiger Bevölkerungszuwachs zu verzeichnen. Zur Gemeinde gehören auch die Weiler (pedanías) Arroyo de Salas, Castrovido, Hoyuelos de la Sierra und Terrazas.

## Wirtschaft
Wie viele Bewohner der Bergorte in Nordspanien, so lebten auch die Salensos traditionell als Selbstversorger von Ackerbau (Gerste und Weizen) und Viehzucht (Schafe und Ziegen). Aus der Milch der Tiere wurde ein haltbarer Käse zum Verkauf auf den Märkten der größeren Städte hergestellt. Ähnliches gilt für die Schafwolle, die jedoch auch für die Herstellung der eigenen Kleidung gebraucht wurde; aus Ziegenhaar wurden Seile geflochten. Gleichzeitig war die Kleinstadt ein regionales Handwerks-, Handels- und Dienstleistungszentrum. In der zweiten Hälfte des 19. und der ersten Hälfte des 20. Jahrhunderts versuchten viele Zuwanderer ihr Glück als Minenarbeiter in den Bergwerken (Eisen, Kupfer, Blei und Kohle) der Umgebung. Im Oktober 2008 eröffnete eine Fabrik zur Herstellung von Holzfaserplatten. Mittlerweile spielen der Tages- und Wochenendtourismus und die Vermietung von Ferienhäusern (casas rurales) eine wichtige Rolle im Wirtschaftsleben des Ortes.

## Geschichte
Die im Rahmen der Wiederbesiedlung (repoblación) erfolgte Gründung von Salas im Jahr 974 geht auf den kastilischen Grafen García Fernández zurück. Den Zusatz de los Infantes erhielt der Ort erst im ausgehenden Mittelalter in Erinnerung an die teilweise legenhaften Erzählungen von den „Sieben Infanten von Lara“, die von Almansor, dem Anführer der Mauren in der Zeit um das Jahr 1000 enthauptet worden sein sollen; ihre sieben Köpfe wurden angeblich im Jahr 1579 in der Kirche Santa María entdeckt und finden sich auch im Stadtwappen wieder. Im 19. und frühen 20. Jahrhundert erlebte der Ort eine kurze Blütezeit durch den Erz- und Kohleabbau in der Sierra de la Demanda.

## Sehenswürdigkeiten

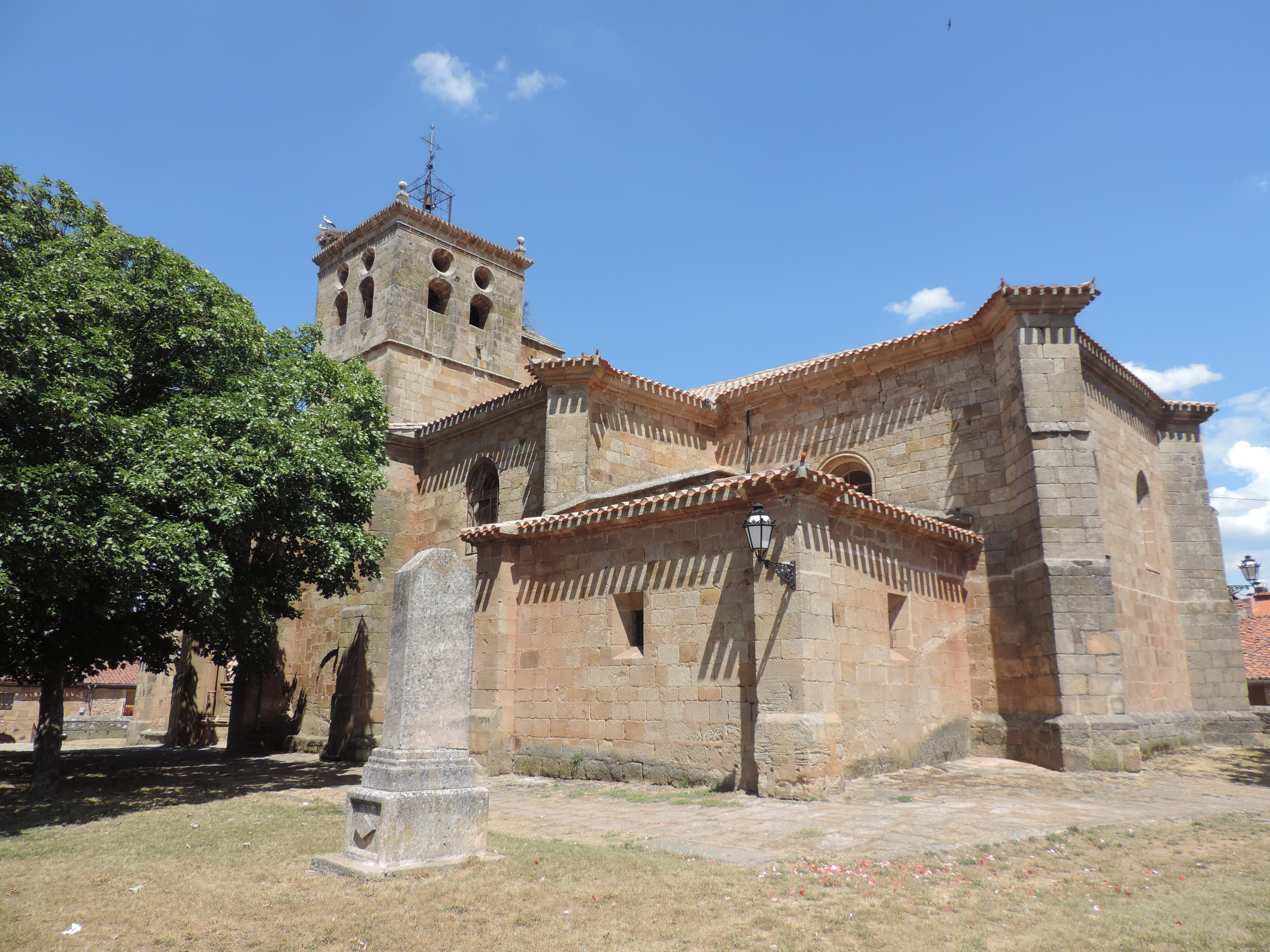
Iglesia de Santa María

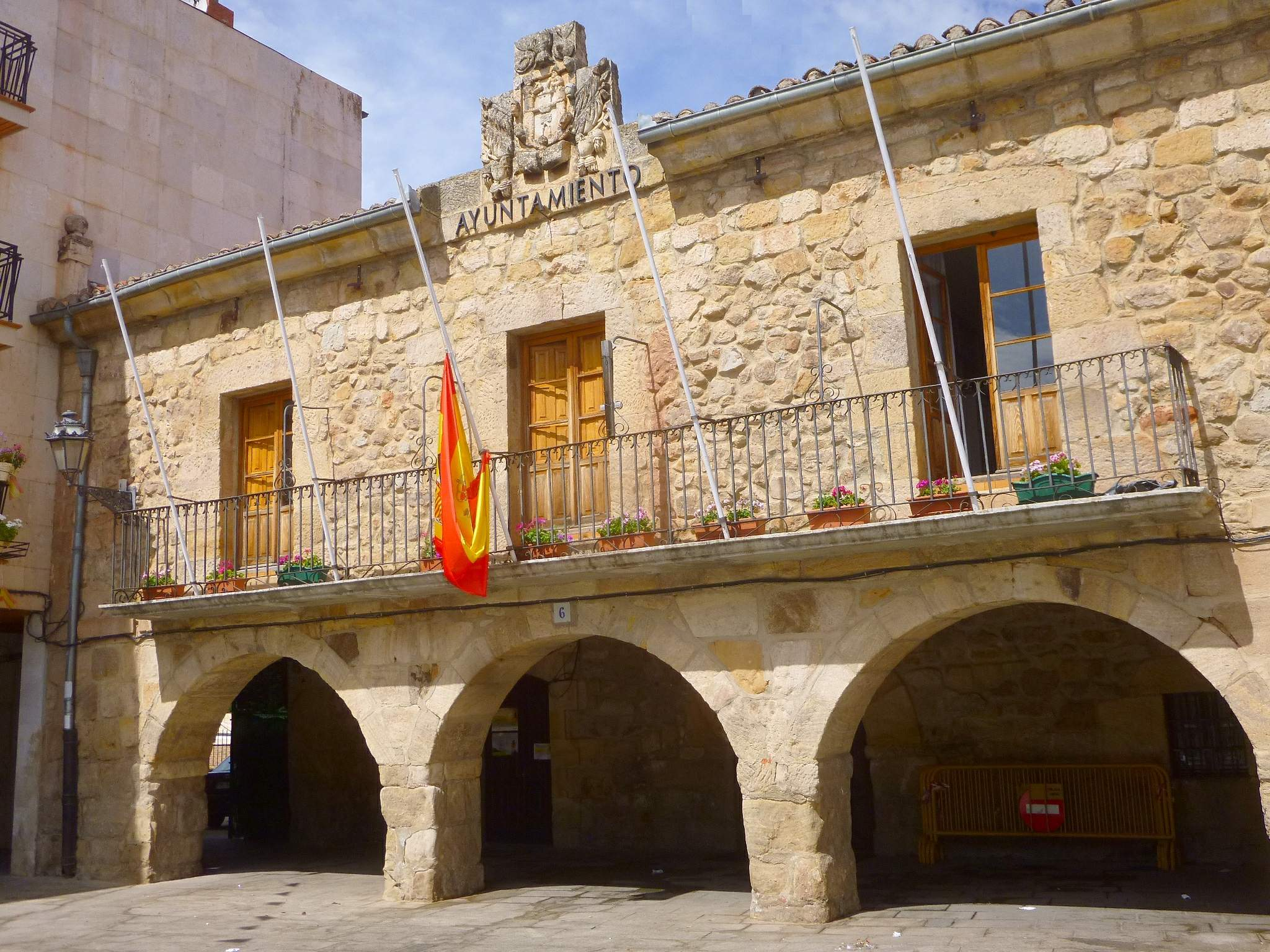
Rathaus (ayuntamiento)

- Die zum Teil von Menschenhand geschaffenen Höhlen von Peñarota zeugen nach Ansicht der Archäologen von der Anwesenheit von Einsiedlern vom 8. bis ins 11. Jahrhundert.[5]
- Die portal- und schmucklose Westfassade der auf einem romanischen Vorgängerbau im 15. Jahrhundert neu errichteten spätgotischen Pfarrkirche (Iglesia de Santa Cecilia), deren Apsis- und Langhauswände durch – teilweise barock anmutende – Strebepfeiler stabilisiert sind, wird von einem Glockengiebel (espadaña) dominiert. Das Portal mit seinen profilierten Archivoltenbögen befindet sich – wie bei vielen Kirchen im Norden Spaniens üblich – auf der Südseite der Kirche.[6]
- Vor der Kirche steht eine monolithische und – wegen der deutlich erkennbaren Entarsis – möglicherweise antike Säule mit einem barocken Kreuz.
- Die im 15. und 16. Jahrhundert erbaute und von Rippengewölben überspannte dreischiffige Renaissance-Hallenkirche Santa María macht einen ausgesprochen repräsentativen Eindruck, der durch den aus derselben Zeit stammenden Hauptaltar mit Szenen aus dem Marienleben noch verstärkt wird.[7]
- An der Plaza de Armas erhebt sich die zweigeschossige und mit einem schmalen durchgehenden Balkon versehene Fassade des auf der Vorderseite auf Arkaden aufruhenden Rathauses (ayuntamiento) aus dem 16./17. Jahrhundert.
- Das im Jahr 2001 eingeweihte Museo de Salas widmet sich hauptsächlich der Präsentation und Erforschung von Dinosaurier-Spurenfunden in der Umgebung.[8]

Umgebung
- Auf einem Hügel etwa 3 km nordöstlich des Ortes erheben sich die Überreste einer mittelalterlichen Burg (Castillo de Castrovido).[9]